# Morti nell'803
| Questa pagina contiene informazioni ricavate automaticamente dalle voci biografiche con l'ausilio del template Bio e di un bot. L'aggiornamento è periodico e automatico e ricostruisce completamente la pagina. Se manca una persona in questa lista, sei pregato di non aggiungerla, ma accertati piuttosto che la sua voce biografica contenga il template Bio e che i dati anagrafici siano correttamente compilati. Se il template Bio manca, inseriscilo tu stesso o, in alternativa, metti l'avviso {{tmp\|Bio}} che ne segnala la mancanza. Se i dati riportati sono sbagliati, correggi direttamente la voce biografica; le modifiche saranno visibili in questa lista entro pochi giorni. Per chiarimenti vedi il progetto biografie. La lista contiene solo le 7 persone che sono citate nell'enciclopedia e per le quali è stato implementato correttamente il template Bio. Pagina aggiornata al 18 giu 2025. |

- 9 gennaio - Ja'far ibn Yahya al-Barmaki, politico persiano (n. 767)
- 30 aprile - Niceta Trifillio, funzionario e generale bizantino
- 9 agosto - Irene d'Atene, imperatrice bizantina
- Abbasa, principessa araba (n. 765)
- Anselmo di Nonantola, abate longobardo (n. 723)
- Goteram, nobile franco
- Kardam di Bulgaria, sovrano bulgaro (n. 735)